# Warum das Elektroauto sterben musste
Warum das Elektroauto sterben musste (OT: Who Killed the Electric Car?) ist ein 2006 erschienener Dokumentarfilm des Autors und Regisseurs Chris Paine. Der Film erschien am 14. November 2006 bei Sony Pictures Classics.

## Inhalt
Der Film schildert die Neuentwicklung von Elektroautos in den USA der 1990er Jahre, die stark begrenzte Einführung dieser Fahrzeuge und deren baldige Rücknahme vom Markt und Zerstörung nach dem teilweisen Fall des California Clean Air Act.
Schwerpunkt ist die Geschichte des General Motors EV1. Der Film behandelt kritisch die Rollen der Automobilhersteller, der Ölindustrie, der Regierungen der USA und Kaliforniens und der Verbraucher. Außerdem beschreibt er moderne Elektroautos, Batterietechnologie und – kritisch – die Wasserstofftechnologie.

## Interviews

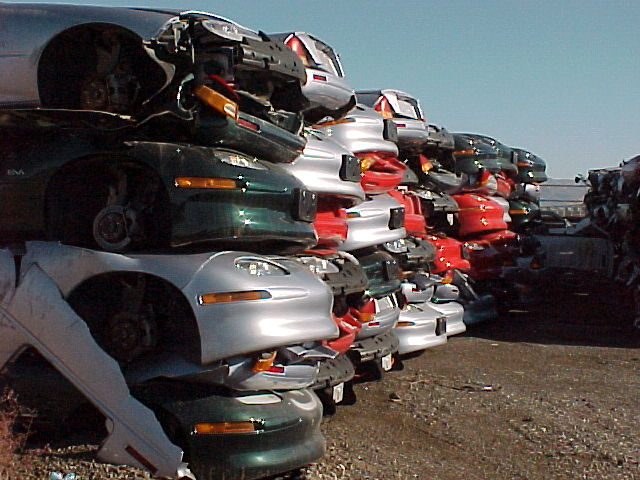
General Motors EV1 am Schrottplatz

Der Film enthält Interviews mit bekannten Persönlichkeiten, die damals Elektroautos fuhren, wie Mel Gibson, Tom Hanks, Alexandra Paul, Peter Horton, und Ed Begley, Jr., und mit Politaktivisten und Politikern wie Ralph Nader, Frank Gaffney, Alan C. Lloyd (ehemaliger Umweltminister in Kalifornien), Jim Boyd, Alan Lowenthal, S. David Freeman und James Woolsey.
Zu Wort kommen auch Entwickler und Ingenieure, die damals an der Neuentwicklung der Elektroautos bzw. wesentlicher Komponenten beteiligt waren, wie Wally Rippel, Chelsea Sexton, Alec Brooks (Tesla Motors), Alan Cocconi (AC Propulsion), Iris und Stan Ovshinsky (NiMh-Akkuentwicklung) und Experten wie Joseph J. Romm, der Autor von The Hype about Hydrogen.
Den Originalton sprach Martin Sheen.

## Filmfestivals
Der Film wurde ausgewählt für folgende Filmfestivals:
- Sundance Film Festival
- San Francisco Film Festival
- Tribeca Film Festival
- LA Film Festival
- Internationale Filmfestspiele Berlin
- Festival des amerikanischen Films in Deauville
- Wild and Scenic Environmental

## Fortsetzung
Im Jahr 2011 erschien die Fortsetzung Revenge of the Electric Car, welche eine neue Generation von Elektroautos vorstellt, u. a. den Chevrolet Volt, den Nissan Leaf und den Tesla Roadster.